# Joe Bellino
Joseph Michael Bellino (* 13. März 1938 in Winchester, Massachusetts; † 27. März 2019 in Lincoln, Massachusetts) war ein amerikanischer American-Football-Spieler.
Er war von 1958 bis 1960 im College Football als Halfback für die Mannschaft der United States Naval Academy aktiv, für die er darüber hinaus auch Basketball spielte. In seinem letzten Jahr, in dem er mit der Mannschaft nach einer Saison mit neun Siegen und einer Niederlage am Orange Bowl teilnahm, wurde er als bester College-Football-Spieler mit der Heisman Trophy und mit dem Maxwell Award ausgezeichnet sowie zum All American gewählt. Er war damit in der Geschichte der Navy Midshipmen der erste und neben Roger Staubach einer von zwei Heisman-Gewinnern.
1961 wurde Joe Bellino sowohl von den Washington Redskins in der 17. Runde des Drafts der National Football League (NFL) als auch von den Boston Patriots in der 19. Runde des Drafts der American Football League (AFL) ausgewählt. Er leistete nach Ende seiner Ausbildung an der Naval Academy zunächst vier Jahre Wehrdienst in der United States Navy und spielte nach seinem Wechsel zum Reservistendienst von 1965 bis 1967 drei Spielzeiten für die Boston Patriots. Nach dem Ende seiner Profilaufbahn war er im Autohandel tätig.
Joe Bellino wurde 1977 in die College Football Hall of Fame aufgenommen. Seine Trikotnummer 27 wird ihm zu Ehren bei den Navy Midshipmen nicht mehr vergeben. Darüber hinaus ist die Joe Bellino Trophy nach ihm benannt, die an der United States Naval Academy demjenigen Spieler jedes Abschlussjahrgangs verliehen wird, der im Laufe seiner Karriere die meisten Yards Raumgewinn bei Rush- und Pass-Spielzügen erzielt hat. In seiner Heimatstadt Winchester trägt außerdem seit 2004 der Bellino Park seinen Namen.
Joe Bellino war verheiratet sowie Vater eines Sohns und einer Tochter.